# West Newton
West Newton és una població dels Estats Units a l'estat de Pennsilvània. Segons el cens del 2000 tenia 3.083 habitants.

## Demografia
Segons el cens del 2000, West Newton tenia 3.083 habitants, 1.318 habitatges, i 830 famílies. La densitat de població era de 1.053,4 habitants/km².
Dels 1.318 habitatges en un 26,4% hi vivien nens de menys de 18 anys, en un 47,1% hi vivien parelles casades, en un 12,1% dones solteres, i en un 37% no eren unitats familiars. En el 34,4% dels habitatges hi vivien persones soles el 20,4% de les quals corresponia a persones de 65 anys o més que vivien soles. El nombre mitjà de persones vivint en cada habitatge era de 2,31 i el nombre mitjà de persones que vivien en cada família era de 2,98.
Per edats la població es repartia de la següent manera: un 21,3% tenia menys de 18 anys, un 7,6% entre 18 i 24, un 27,6% entre 25 i 44, un 22,2% de 45 a 60 i un 21,3% 65 anys o més.
L'edat mediana era de 42 anys. Per cada 100 dones de 18 o més anys hi havia 83,5 homes.
La renda mediana per habitatge era de 25.912$ i la renda mediana per família de 41.063$. Els homes tenien una renda mediana de 36.386$ mentre que les dones 22.727$. La renda per capita de la població era de 16.406$. Entorn del 7,5% de les famílies i el 10,5% de la població estaven per davall del llindar de pobresa.

## Poblacions més properes
El següent diagrama mostra les poblacions més properes.